# Северна Македонија на Песми Евровизије
Северна Македонија, која је на овом такмичењу до 2018. била представљена као БЈР Македонија, на Песми Евровизије учествује од 1998. године и такмичења у Бирмингему. Први покушај наступа ове државе на Песми Евровизије био је 1996. године са Калиопи и песмом Само ти, међутим, она није успела да прође пре-селекцију, што је ову земљу спречило да дебитује те године.

## Историја
Пре него што је прогласила независност 1991. године, Македонија је учествовала у такмичењима за Песму Евровизије као део СФР Југославије, а македонски композитори писали су песме и за кандидате из других крајева Југославије. Међутим, Македонија никада није представљала Југославију на овом такмичењу. Први, и једини пут, македонска представница Маја Оџаклијевска, победила је 1980. на Југословенском националном избору (Југовизија), али није учествовала на Песми Евровизије јер је делегација Југославије одлучила да не учествује те године . Тако Македонија никада није имала свог извођача на Песми Евровизије у оквиру СФР Југославије.
Македонска радио телевизија, која преноси Песму Евровизије, своје представнике бирала је путем фестивала Скопје фест, премда је било одступања 2004, 2005, 2006, 2007, и 2012. када су представници одабрани на другачији начин. Елена Ристеска је у Атини 2006. освојила 12. место
У периоду од 2008. до 2011. године Македонија није успевала да се пласира у финале иако је 2008. и 2009. у полуфиналним вечерима заузимала 10. место, тадашња правила дозвољавала су да гласови жирија избаце десетог по броју гласова публике, што је довело да 2008. уместо Северне Македоније у финале оде Шведска, а 2009. Финска. Најбољи пласман Северне Македоније је био 2019. када је Тамара Тодевска заузела 7. место. 

## Представници
| Година    | Извођач(и)                       | Песма                 | Финале            | Поени             | Полуфинале       | Поени            |                  |
| --------- | -------------------------------- | --------------------- | ----------------- | ----------------- | ---------------- | ---------------- | ---------------- |
| 1996      | Калиопи                          | „Само ти“             | Нису се пласирали | Нису се пласирали | 26.              | 14               |                  |
| 1997      | Није учествовала                 | Није учествовала      | Није учествовала  | Није учествовала  | Није учествовала | Није учествовала | Није учествовала |
| 1998      | Владо Јаневски                   | „Не зори зоро“        | 19.               | 16                |                  |                  |                  |
| 1999      | Није учествовала                 | Није учествовала      | Није учествовала  | Није учествовала  | Није учествовала | Није учествовала | Није учествовала |
| 2000      | XXL                              | „100% те љубам“       | 15.               | 29                |                  |                  |                  |
| 2001      | Није учествовала                 | Није учествовала      | Није учествовала  | Није учествовала  | Није учествовала | Није учествовала | Није учествовала |
| 2002      | Каролина Гочева                  | „Од нас зависи“       | 19.               | 25                |                  |                  |                  |
| 2003      | Није учествовала                 | Није учествовала      | Није учествовала  | Није учествовала  | Није учествовала | Није учествовала | Није учествовала |
| 2004      | Тоше Проески                     | „“                    | 14.               | 47                | 10.              | 71               |                  |
| 2005      | Мартин Вучић                     | „Make My Day“         | 17.               | 52                | 9.               | 97               |                  |
| 2006      | Елена Ристеска                   | „Нинанајна“           | 12.               | 56                | 10.              | 76               |                  |
| 2007      | Каролина Гочева                  | „Мојот свет“          | 14                | 73                | 9                | 97               |                  |
| 2008      | Тамара, Врчак и Адријан          | „Let Me Love You“     | Нису се пласирали | Нису се пласирали | 10.*             | 64               |                  |
| 2009      |                                  | „Нешто што ќе остане“ | Нису се пласирали | Нису се пласирали | 10.*             | 45               |                  |
| 2010      | Ђоко Танески                     | „Јас ја имам силата“  | Нису се пласирали | Нису се пласирали | 15.              | 37               |                  |
| 2011      | Влатко Илиевски                  | „Русинка“             | Нису се пласирали | Нису се пласирали | 16.              | 36               |                  |
| 2012      | Калиопи                          | Црно и бело           | 13.               | 71                | 9.               | 53               |                  |
| 2013      | Влатко Лозаноски & Есма Реџепова | Пред да се раздени    | Нису се пласирали | Нису се пласирали | 16.              | 28               |                  |
| 2014      | Тијана Дапчевић                  | To The Sky            | Нису се пласирали | Нису се пласирали | 13.              | 33               |                  |
| 2015      | Данијел Кајмакоски               | Autumn Leaves         | Нису се пласирали | Нису се пласирали | 15.              | 28               |                  |
| 2016      | Калиопи                          | Дона                  | Нису се пласирали | Нису се пласирали | 11.              | 88               |                  |
| 2017      | Јана Бурческа                    | Dance Alone           | Нису се пласирали | Нису се пласирали | 15.              | 69               |                  |
| 2018      | Eye Cue                          | Lost and Found        | Нису се пласирали | Нису се пласирали | 18.              | 24               |                  |
| 2019      | Тамара Тодевска                  | Proud                 | 7.                | 305               | 2.               | 239              |                  |
| 2020      | Васил                            | You                   | Отказано          | Отказано          | Отказано         | Отказано         |                  |
| 2021      | Васил                            | Here I Stand          | Нису се пласирали | Нису се пласирали | 15.              | 23               |                  |
| 2022      | Андреа                           | Circles               | Нису се пласирали | Нису се пласирали | 11.              | 76               |                  |
| 2023–2025 | Није учествовала                 | Није учествовала      | Није учествовала  | Није учествовала  | Није учествовала | Није учествовала | Није учествовала |
| 2026      |                                  |                       |                   |                   |                  |                  |                  |

- 2008. и 2009. године Македонија је у полуфиналима заузела 10. место али није се пласирала у финале одлукама жирија. Тако је 2008. уместо Македоније прошла Шведска, а 2009. Финска.
- 2012. Калиопи и румунска група „Mandinga“ имале су идентичан број поена, али ваља напоменути и то да су румунски представници максималан број поена добили само од једне земље- Молдавије, док је песма „Црно и бело“ добила 12 поена и од Србије и од Босне и Херцеговине.[5]

## Гласање (1998—2012)
Македонија је највише поена дала:
| Ранг | Држава              | Поени |
| ---- | ------------------- | ----- |
| 1    | Турска              | 68    |
| 2    | Босна и Херцеговина | 66    |
| 3    | Албанија            | 67    |
| 4    | Хрватска            | 56    |
| 5    | Србија              | 47    |

Македонија је највише поена добила од:
| Ранг | Држава              | Поени |
| ---- | ------------------- | ----- |
| 1    | Хрватска            | 57    |
| 2    | Босна и Херцеговина | 43    |
| 3    | Словенија           | 38    |
| 4    | Албанија            | 30    |
| 5    | Србија и Црна Гора  | 27    |

Забелешка: Поени у горњим табелама дати су само током финалних вечери, а не и током полуфиналних која постоје од 2004.